# 贝蒂尼
贝蒂尼（法語：Bettignies，法語發音：[bɛtiɲi]）是法国上法蘭西大區北部省的一个市镇，属于埃尔普河畔阿韦讷区。

## 地理
贝蒂尼（50°20'4"N, 3°58'17"E）面积4.62 平方千米，位于法国上法蘭西大區北部省，该省份为法国最北部的省份及最长的省份，西北濒北海，西接加来海峡省，南至埃纳省和索姆省，东与比利时接壤。
与贝蒂尼接壤的市镇（或旧市镇、城区）包括：维莱锡尔尼科勒、贝尔西利、戈尼绍塞、迈里约、凯维。

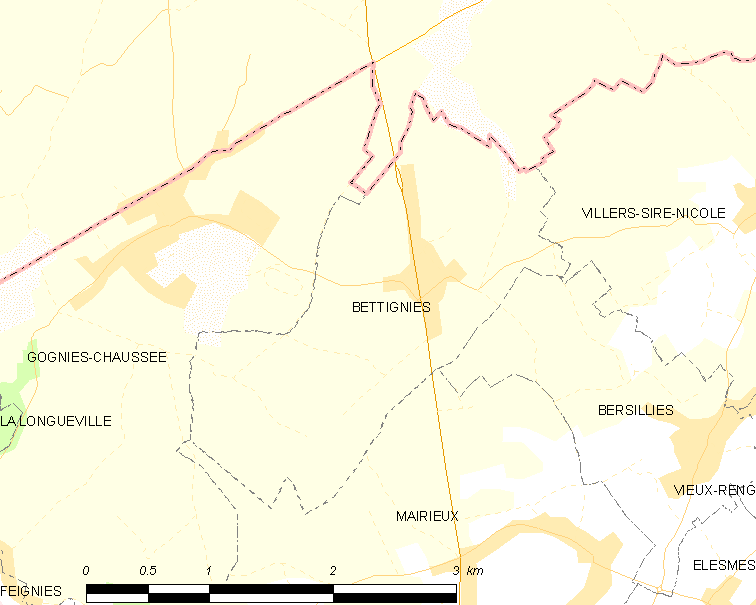
贝蒂尼的OSM定位图

贝蒂尼的时区为UTC+01:00、UTC+02:00（夏令时）。

## 行政
贝蒂尼的邮政编码为59600，INSEE市镇编码为59076。

## 政治
贝蒂尼所属的省级选区为莫伯日县。

## 人口

1962-2008年间贝蒂尼人口变化图示

贝蒂尼于2022年1月1日时的人口数量为355人。